# Tarn e Garonna
Tarn e Garonna è un dipartimento francese della regione Occitania. Il territorio del dipartimento confina con i dipartimenti del Lot a nord, dell'Aveyron a nord-est, del Tarn a sud-est, dell'Alta Garonna (Haute-Garonne) a sud, del Gers a sud-ovest e del Lot e Garonna a nord-ovest.
Le principali città, oltre al capoluogo Montauban, sono Castelsarrasin e Moissac.